# 友よ (岡林信康の曲)
「友よ」（ともよ）は、日本のシンガーソングライターである岡林信康の楽曲。作詞は岡林と鈴木孝雄の連名、作曲は岡林となっている。
1968年9月5日にビクターレコードからリリースされた岡林のデビュー・シングル「山谷ブルース」のB面に収録され、1969年にURCレコードからリリースされたデビュー・アルバム『わたしを断罪せよ 岡林信康フォーク・アルバム第一集』にも収録された。シングル・バージョンは、高石友也、フォーク・キャンパーズも演奏にクレジットされている。

## 概説
「くそくらえ節」「がいこつの唄」に続く、岡林信康オリジナル第三号。
「友よ」は、社会変革を訴える歌として受け止められ、1960年代末の学生運動などが盛んだった時期に、よく歌われていた「インターナショナル」に変わって、デモ活動や政治的集会などにおいて盛んに歌われるテーマソングのような存在となり、岡林は「反体制の象徴」となり、関西フォークを代表する大スターとなっていた。特に、歌詞中で繰り返される「夜明けは近い」という印象的なフレーズは、強いメッセージ性をもつものとされた。白川勝彦は「友よ」について、「学生運動をそれなりに熱心にやっていた私たちには、忘れることができない歌のひとつである」と述べている。
1969年前半に、新宿駅西口地下広場で展開されたベトナムに平和を!市民連合（ベ平連）によるフォークゲリラ集会でも、「友よ」は歌われており、同年に出版された『ベ平連のうた－その発展の足跡－』（芸術出版）にも楽譜が収録され、附録レコードにもフォークゲリラ達の演奏が収録された。
1969年8月9日から翌10日にかけて行なわれた第1回全日本フォークジャンボリーでは、最後に岡林を含む参加者全員が「友よ」を合唱した。
あまりに活動家の中で歌われるようになったため、担当ディレクターの深井静史が、知り合いから「お前の名前が警視庁のブラックリストに載っているぞ」と言われ、「陰の指導者」だと勘違いされるくらい「反体制の象徴歌」だった。
当時岡林は、「絶望的な暗さの中であえて夜明けは近いとうたいたいんです。夜明けが近いんじゃなくて、今が暗やみだから火を燃やそうと思ったんです。はじめ二番しか作ってなかったのだけれども、元フォークキャンパーズのリーダーをやっていた鈴木君が三番をつけてくれました。友よ闘いの炎を燃やせ！」と語っていた。
岡林自身は、後年のインタビューでこの曲について、「根幹にあるのも賛美歌だ」と語っており、別のインタビューではこの曲について、「当時の左翼運動のテーマソングになったかと思ったら、片や自衛隊の駐屯地でも歌われていたらしい」とし、作り手の意図を超えて左翼運動と結びついていったという見解を述べている。

## 大衆文化の中で
- 1992年のフジテレビ系テレビドラマ『愛という名のもとに』では、「友よ」や「私たちの望むものは」が効果的に用いられて、改めて注目を集め、シングルとしての再発の話が出たが、岡林は「あの二曲は『七〇年』を抜きにしては歌えない。他人が歌うのはいいけど、おれが歌って今さらヒットしても、一体おれは何なんや、ということになるやろ」と言って、これを断った[17]。
- 2009年放送のJNN50周年記念スペシャルドラマ『父よ、あなたはえらかった〜1969年のオヤジと僕』では、この曲が主題歌として使用された[18]。
- 「友よ」は、北九州市のJリーグチームであるギラヴァンツ北九州のサポーターが地域リーグ所属時代からJ2リーグ所属だった2016年まで試合前のチャントとして用いられていた[19]。